# Kapitra
Kapitra[sz] vagy Kaptara (asszír kap-ta-ra, hettita ka-pi-it-ra-aš, normalizált Kapītrāš) hettita település, amelyet a kanisi és hattuszaszi levéltárak dokumentumaiból ismerünk. Fekvése ismeretlen, valahol az anatóliai felföldön, Hattumban lehetett, egy hettita szöveg szerint Vaszanijasz (Wašaniyaš) tartományban található. Összesen öt óasszír dokumentum említi. Ezek arról számolnak be, hogy Kapitrából mézet szállítottak, említést tesznek egy Kapitrából származó emberről, a kapitrai kaššum-hivatalról, valamint arról, hogy Kapitrában kikötött egy krétai hajó. A hattuszaszi levéltár egy töredékében ga-pi-i[t-x] a neve. Egy i. e. 2. évezredi asszír szöveg kap-ta-raKI formában említi, ami a determinatívum alapján arra utal, hogy kevés említése ellenére is fontos kereskedelmi település lehetett.

## Története
Első említései az óasszír kereskedelem korából (i. e. 3. évezred második fele) származnak. Sinhuttum és Amkuva városokkal szövetkezve lázadtak fel Hatti ellen, valószínűleg a kusszarai és kanisi hettita királyok idején. Talán asszír kereskedők és telepesek alapították, akik a hettita hatalomátvétel ellen keltek fel. A lázadást egy Kuku nevű ember vezette. A későbbi korokban kevés az említése, néhány árucikk származási helyeként utalnak rá egyes szövegek. Az i. e. 2. évezred derekán még létezett, nem kizárt, hogy a Hettita Birodalom bukását megérte.

## Nevének etimológiája
A település neve az akkád KPTR, azaz kapturrūm (asszír kab/p-kûr-u(m)) szóra vezethető vissza, ami tárolóedényt vagy tárolóhelyiséget jelent. Ez épp olyan beszélő név, mint a kikötő jelentésű Kanisé, valószínűleg csak egy kereskedelmi lerakat, átrakóhely, raktár, illetve pihenőállomás volt, nem kárum.
A névnek érdekes etimológiai kapcsolatai vannak a görög Kaphtor–Keftiu–Küprosz névvel, azaz a Közel-Kelet, Kréta és Ciprus korabeli nevével. Nem elképzelhetetlen, hogy Ciprus és Kréta első kolóniáit kapitrai kereskedők hozták létre a hajózásban rendkívül fontos állomásnak számító szigeteken. Kréta ugyanakkor egy jelentős iparral és kereskedelemmel rendelkező hatalommá vált, míg Kapitra egy nagyon kicsiny asszír kolónia volt, amelyet a feljegyzések is alig említenek. Lehetséges azonban, hogy Kaphtor neve nem Kapitrával áll kapcsolatban, hanem csak ugyanabból az akkád kifejezésből származik. Más lehetőség szerint a feljegyzések hiánya nem jelenti automatikusan a jelentéktelenséget, és a kapitrai kereskedelem annyira jelentős volt, hogy a héberben az egész közel-keleti kereskedőtérség nevévé vált. Erre utal már az i. e. 2. évezredbeli asszír kap-ta-raKI kifejezés is.